# Jason Wilcox
Jason Malcolm Wilcox (Farnworth, 15 juli 1971) is een Engels voormalig betaald voetballer die als flankaanvaller speelde, bij voorkeur op links. Hij won de Premier League met Blackburn Rovers in 1995. Na tien seizoenen bij Blackburn Rovers te hebben gespeeld, kwam Wilcox uit voor Leeds United, Leicester City en Blackpool. Wilcox is drievoudig Engels international, maar scoorde niet.
Na zijn spelerscarrière werkte hij onder meer als hoofd jeugdopleiding bij Manchester City en als technisch directeur bij Southampton. Sinds 19 april 2024 is hij technisch directeur van Manchester United.

## Clubcarrière

### Blackburn Rovers
Wilcox speelde tien jaar voor Blackburn Rovers, van 1989 tot 1999.
De flankspeler bracht met de club een weliswaar tijdelijk einde aan de suprematie van clubs als Manchester United en destijds in mindere mate Liverpool door in het seizoen 1994/1995 het derde seizoen van de Premier League te winnen. Het jaar ervoor was hij met Blackburn al eens tweede geëindigd, achter Manchester United. Het succes van de club was tot stand gekomen door een financiële injectie van een industrieel, met name staalmagnaat Jack Walker.
Wilcox was een belangrijke schakel in het systeem van manager Kenny Dalglish, met wie de club landskampioen werd. Op de slotspeeldag verloor de club op bezoek bij Liverpool. Het werd 2–1 na een totale ommekeer in de tweede helft. Alan Shearer zorgde na 20 minuten voor 0–1, maar John Barnes en Jamie Redknapp brachten Liverpool langszij. Toch was de nederlaag voldoende om de landstitel veilig te stellen doordat eerste concurrent Manchester United gelijkspeelde bij West Ham United. Wilcox dweilde met vleugelverdediger Graeme Le Saux de linkerflank af, terwijl de Noor Henning Berg en Stuart Ripley de rechterflank voor hun rekening namen. Hij was echter niet de voornaamste speler van het elftal, want Alan Shearer (34) en Chris Sutton (15) zorgden samen voor meer dan de helft (49) van de gescoorde doelpunten (80). Shearer en Sutton vormden destijds het dodelijkste duo op de Engelse velden. Wilcox gaf dat seizoen zes assists.
Vanaf het seizoen 1998/1999 droeg Wilcox de aanvoerdersband na het vertrek van Tim Sherwood naar Tottenham Hotspur, maar de band ging al snel weer om de arm van Garry Flitcroft.

### Leeds United
Na tien jaar Blackburn Rovers, met inbegrip van enkele seizoenen tweede klasse, tekende Wilcox in 1999 een contract bij Leeds United, waarmee hij de halve finale van de UEFA Champions League bereikte tijdens het seizoen 2000/2001. Leeds werd uitgeschakeld door Valencia CF. Wilcox eindigde met Leeds, onder leiding van manager David O'Leary, nooit buiten de top vijf.

### Leicester City
Wilcox verliet Leeds United na vijf seizoenen en trok naar Leicester City. Wilcox kwam er weinig aan de bak en speelde 20 competitiewedstrijden in het Championship, waarin hij een doelpunt scoorde.

### Blackpool
Wilcox beëindigde zijn loopbaan bij Blackpool, dat hem al huurde van Leicester, in 2006.

## Erelijst
| Competitie       |                  |                  |
| Competitie       | Aantal           | Jaren            |
| Blackburn Rovers | Blackburn Rovers | Blackburn Rovers |
| ---------------- | ---------------- | ---------------- |
| Premier League   | 1×               | 1994/95          |

## Interlandcarrière
Wilcox kwam drie keer uit voor het Engels voetbalelftal en debuteerde op 18 mei 1996 tegen Hongarije, een 3-0 zege. Bij zijn debuut scoorde Wilcox bijna, maar hij trapte de bal tegen de dwarsligger. Terry Venables liet hem tot ongenoegen van de neutrale toeschouwer uit de selectie voor het Europees kampioenschap voetbal 1996 in eigen land. Alan Shearer en doelman Tim Flowers, zijn teamgenoten bij Blackburn Rovers, waren er wel bij. In een vriendschappelijke wedstrijd tegen Frankrijk op 10 februari 1999 mocht hij vier minuten invallen. Wilcox verving Jamie Redknapp, maar Engeland verloor met 0-2. Hij speelde zijn laatste interland op 23 februari 2000, een vriendschappelijke ontmoeting met Argentinië die op een scoreloos gelijkspel eindigde.